# Зидан, Лука
Лука Зинедин Зидан Фернандес (фр. Luca Zinedine Zidane Fernández; род. 13 мая 1998, Марсель, Франция) — французский футболист, вратарь клуба «Гранада». Чемпион Европы в возрастной категории до 17 лет. Сын известного футболиста Зинедина Зидана.

## Клубная карьера
«Реал Мадрид»
Лука — воспитанник футбольной кантеры мадридского «Реала», выступал там с 2004 года. В 2008 году юный вратарь выиграл юношескую Лигу чемпионов.
Летом 2016 года вместе с первой командой провел предсезонные сборы в Канаде и США. А также был переведен во вторую команду — «Кастилью», за которую дебютировал в матче первого тура Сегунды Б против «Реал Сосьедад Б» (3:2).
В сезоне 2016/17 помимо «Кастильи» также выступал за юношескую команду «Реала» (Хувениль А) в Юношеской лиге УЕФА.
С 2017 года начал привлекаться к матчам основной команды «Реала», периодически попадая в заявку на матчи. Дебютировал за главную команду «Реала» 20 мая 2018 года в последнем туре Ла Лиги на выезде против «Вильярреала». Примечательно, что свой первый матч во взрослом футболе Лука провёл под руководством своего отца.

## Карьера в сборной
За юношескую сборную Франции 1998 года рождения Лука дебютировал в 2014 году в товарищеском матче против Италии. В возрастной категории до шестнадцати лет он провёл три матча.
В составе юношеской сборной Франции до 17 лет Лука дебютировал 27 октября 2014 года в матче с кипрскими сверстниками. Вратарь принял участие на юношеском чемпионате Европы 2015. Он был основным голкипером французов и принял участие во всех пяти встречах. Лука стал главным героем полуфинального матча с бельгийцами, отразив три удара в серии пенальти. Лука также пробивал один из пенальти, однако, выполнив удар в стиле Паненки, попал в перекладину. По итогам турнира французская сборная стала чемпионом Европы в возрастной категории до 17 лет, одолев в финале немцев.
В апреле 2020 стало известно о договоренности сборной Алжира с молодым голкипером о том, что Лука Зидан будет представлять Алжир на уровне национальных сборных и сможет дебютировать за историческую родину отца в отборочных матчах сразу после окончания пандемии COVID-19.

## Достижения

### Командные достижения
Реал Мадрид
- Обладатель Суперкубка Испании: 2017
- Обладатель Суперкубка УЕФА: 2017
- Победитель Клубного чемпионата мира: 2017
- Победитель Лиги чемпионов УЕФА: 2017/18

Сборная Франции по футболу (до 17 лет)
- Чемпион Европы (до 17 лет): 2015

## Стиль игры
Испанцы отмечают, что в Луке прекрасно сочетаются гибкость и физическая мощь. Кроме того, Лука хорошо играет на выходах один на один, обладает отличной для своего возраста вратарской техникой, хорошо играет ногами, способен отдавать мяч точно и своевременно. Эти качества делают его одним из лучших вратарей системы «Реала».

## Личная жизнь
Лука Зидан является сыном бывшего французского футболиста и тренера Зинедина Зидана и его жены Вероник. У него есть трое братьев: Энцо, Тео и Элиас, все они также занимались футболом.
Семья Зидана придерживается закрытого образа жизни, избегая излишнего внимания прессы. Лука редко делится подробностями своей частной жизни. Он активен в социальных сетях, где публикует фотографии, связанные с футболом, семьёй и путешествиями.
Как и его отец, Лука интересуется модой и ведёт спортивный образ жизни. Он часто проводит время с братьями и друзьями, особенно во время отпусков.
.